# سیارک ۱۲۶۱۸
سیارک ۱۲۶۱۸ (به انگلیسی: 12618 Cellarius، نامگذاری:6217P-L) دوازده هزار و ششصد و هجدهمین سیارک کشف شده‌است که در ۲۴ سپتامبر ۱۹۶۰ کشف شد.